# Nagoya City Art Museum

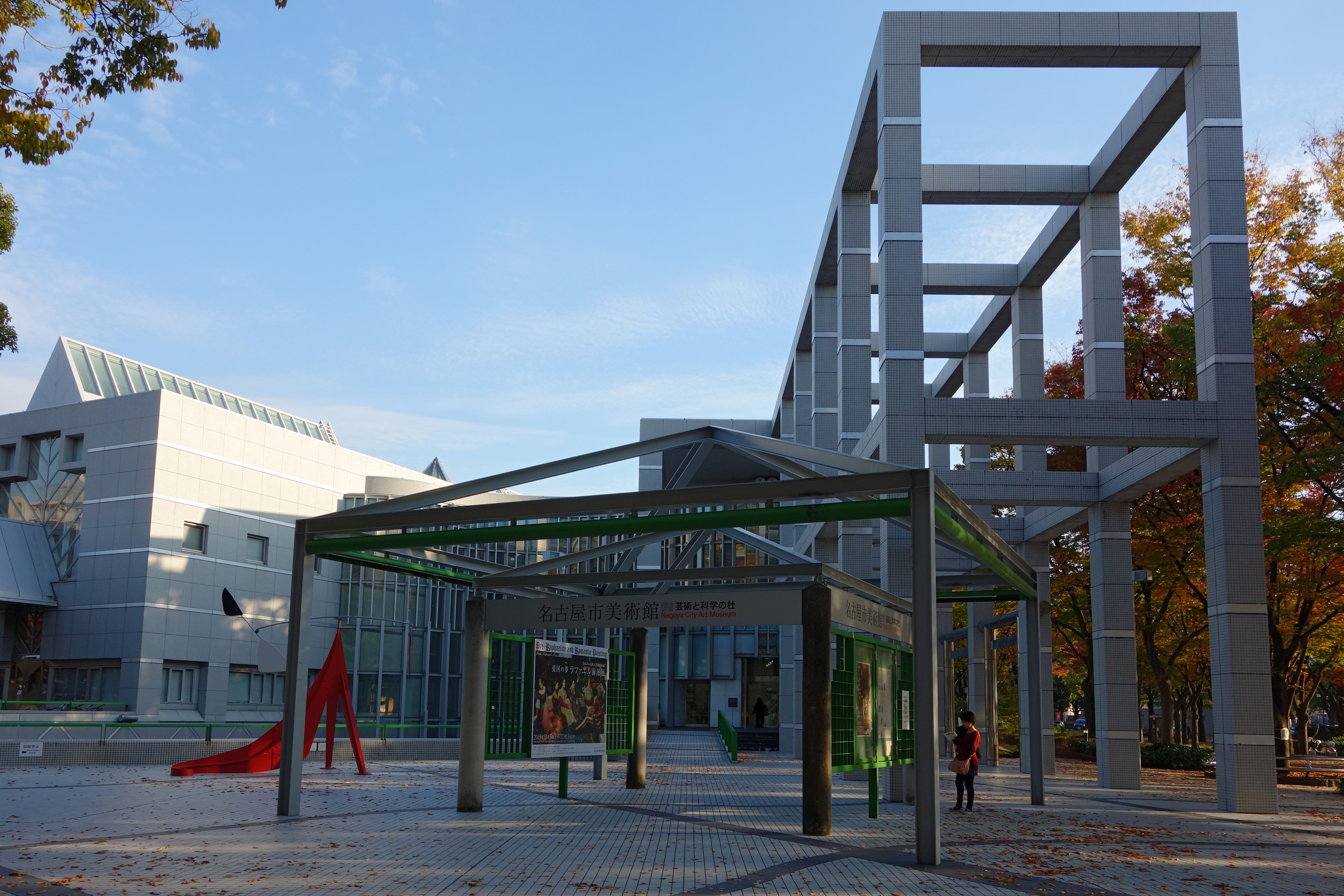
Nagoya City Art Museum

Nagoya City Art Museum (jap. 名古屋市美術館, Nagoya-shi bijutsukan) ist der englische Name für ein 1983 gegründetes Museum für Moderne Kunst in der japanischen Stadt Nagoya. Die Sammlung umfasst Werke regionaler Künstler, der École de Paris, der modernen mexikanischen und zeitgenössischer Kunst.

## Gebäude
Das Museum liegt im Shirakawa-Park im Zentrum Nagoyas. Das zweistöckige Gebäude mit einem zusätzlichen Kellergeschoss wurde von dem Architekten Kisho Kurokawa entworfen. Es ist von Norden nach Süden ausgerichtet und hat einen nordwestlichen Nebeneingang. Im Kellergeschoss befinden sich Räumlichkeiten für die Dauerausstellung, Geschäftsräume, sowie eine Lobby mit einer offenen Decke und einem tief liegenden Garten. Auf der ersten und zweiten Etage befinden sich Räume für temporäre Ausstellungen. Es gibt Paneele, um Lichteinfall ganz zu unterbinden oder die Lichtintensität zu senken. Somit können verschiedenste Lichtstimmungen erzeugt werden.

## Sammlung
Die Sammlung umfasst rund 1200 Werke und hat einen Schwerpunkt auf der modernen japanischen Kunst. So wurden Werke von Künstlern wie Tamiji Kitagawa, Setsuko Migishi, Shusaku Arakawa, On Kawara und Tadaaki Kuwayama in chronologischer Reihenfolge angekauft, so dass ein größerer Überblick über deren Gesamtwerk möglich ist. Daneben befinden sich Werke die zwischen 1910 und 1930 in Paris entstanden und japanische Künstler wie Takanori Ogisu beeinflussten in der Sammlung. Sie stammen unter anderem von Amedeo Modigliani, Marc Chagall, Chaim Soutine, Jules Pascin, Moise Kisling und Tsuguharu Fujita.
Die Sammlung umfasst zudem auch Kunst aus Mexiko nach der Revolution von 1910, die eine Etablierung einer eigenständigen Kultur zur Folge hatte. Diese Kunst ist für das Museum wichtig, weil sie großen Einfluss auf den japanischen Künstler Tamiji Kitagawa hatte. Künstler, deren Werke zur Sammlung gehören, sind unter anderem José Clemente Orozco, Diego Rivera, David Alfaro Siqueiros und Frida Kahlo. Zudem gehören zu diesem Zweig der Sammlung auch moderne und zeitgenössische amerikanische Kunst, die von diesen Künstlern beeinflusst wurde, um ein möglichst umfassendes Bild von deren Kunst zu vermitteln. Neben diesen Werken finden sich in der Sammlung auch Werke von zeitgenössischen Künstlern, die einen Überblick über das aktuelle Kunstgeschehen liefern.
Das Museum verfolgt beim Aufbau der Sammlung drei Zielstellungen:
1. Die Einflüsse und Beziehungen von bekannten Künstlern der Region zur Kunstgeschichte zu zeigen.
2. Eine möglichst große Tiefe der Sammlung, um dem Museum ein eigenes Profil zu geben.
3. Die Sammlung zu internationalisieren.

## Sonderausstellungen
Neben der eigenen Sammlung werden im Nagoya City Museum jährlich mehrere Sonderausstellungen gezeigt, die sich mit der Modernen Kunst zu verschiedenen Zeitpunkten, sowie zeitgenössischer Kunst befassen. So zum Beispiel im Jahr 1988 eine Pierre-Auguste Renoir-Retrospektive und Barbizon School, Impressionist, Early Modern Paintings from the Hermitage Museum. 1994 wurde beispielsweise die Ausstellung Toulouse-Lautrec and the Japonisme gezeigt. Daneben gab es noch weitere Ausstellungen wie Surrealism in Japan 1925-1945 (1990), The Depicted Utopia – Another Facet of Japanese Modern Photography in Manchoukuo (1994), Masterpieces from the Museum Folkwang Essen (1996) und Man Ray (1991).